# Limbadi
Limbàdi (Libàdion/λιβάδιον in greco - prato - Jimbàdi in calabrese) è un comune italiano di 3 209 abitanti della provincia di Vibo Valentia in Calabria.

## Geografia
Ha una superficie di 28,90 km². Si trova a sud-ovest del capoluogo Vibo Valentia e sorge a 229 m sul versante meridionale del monte Poro. Il territorio del Comune di Limbadi comprende 5 frazioni: Badia di Limbadi, Caroni, Mandaradoni, Motta Filocastro e San Nicola De Legistis. L'economia è basata principalmente sull'agricoltura, numerose sono le aziende, a carattere familiare, in cui viene prodotto olio d'oliva di ottima qualità, vino rosso e agrumi. A Limbadi vi è uno stabilimento importante di liquori, tra i quali, il più celebre è il Vecchio Amaro del Capo. Di Limbadi è originario il noto fotografo Rino Barillari

## Storia
Le origini di Limbadi sono incerte, ma si suppone che il primo borgo abitato sia stato fondato dopo l'XI sec. come villaggio collegato al più antico centro di Motta Filocastro. Sull'origine di quest'ultima non ci sono notizie certe. Alcune ipotesi sostengono che furono i Locresi a fondare la città, in epoca magnogreca, altre attribuiscono la fondazione ad Annibale. In altri documenti, inoltre, si afferma che Motta sia stata costruita dagli abitanti di Nicotera dopo che la città fu distrutta dall'emiro Hasan-ibu-Alì (950 d.C.). In quell'epoca alcune famiglie si insediarono nelle campagne di Motta, la quale intanto aveva assunto la fisionomia di un centro medievale con cinta muraria e castello. Vari furono i feudatari, tra i quali Nanno Scaglione (nel 1414), Covella Ruffo (nel 1442), suo figlio Marino Marzano, Tommaso Calatauth (nel 1506) e il duca di Monteleone Ettore Pignatelli, la cui famiglia mantenne la proprietà fino all'abolizione della feudalità nel 1806.

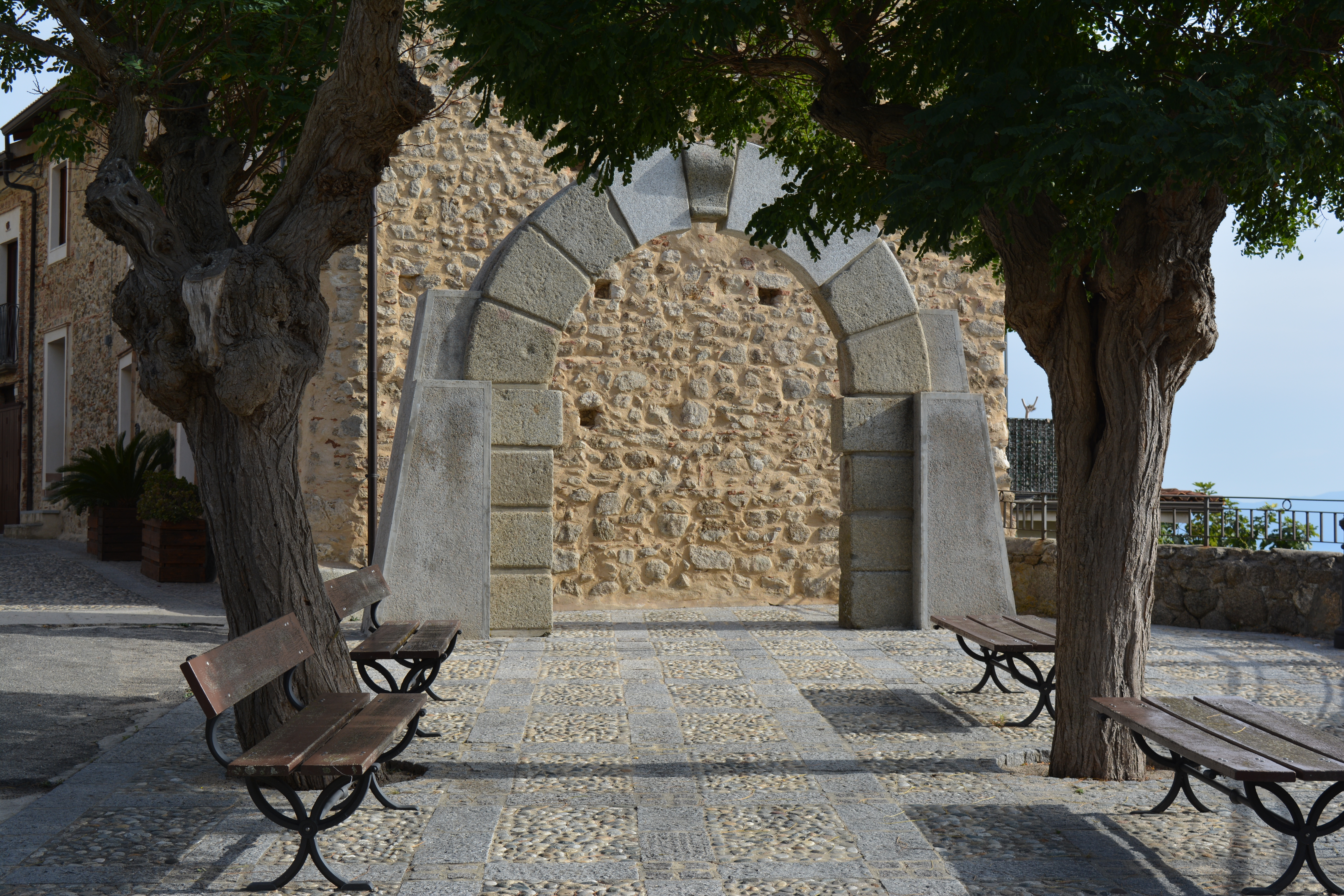
Antica porta d'accesso al borgo medievale di Motta Filocastro

Il piccolo villaggio di Limbaldi divenne negli anni più popolato di Motta, tanto che i nobili locali si impegnarono per ottenere l’autonomia comunale, tuttavia il paese fu gravemente danneggiato dal terremoto della Calabria meridionale del 1783. Il centro del paese, ricostruito seguendo un piano regolatore, iniziò a gravitare sempre più su Limbadi, divenuto ormai il centro abitato più grande del comune.
Con una legge del 19 gennaio 1807 l'universitas cambiò ufficialmente sede, spostandosi da Motta su Limbaldi, e il comune venne quindi inserito nel governo di Nicotera; pochi anni dopo, con un decreto del 4 maggio 1811, tuttavia, Limbadi divenne nuovamente frazione di Motta Filocastro. Limbadi ottenne nuovamente l'autonomia il 1º gennaio 1830.
Si trova nella diocesi di Mileto-Nicotera-Tropea. Durante gli anni del regime fascista, Limbadi è stata sede di confino politico e ha accolto 38 perseguitati del regime, ai quali il consiglio comunale nell'agosto del 2015 ha conferito la cittadinanza onoraria alla memoria.

### Simboli
Lo stemma e il gonfalone sono stati concessi con DPR del 9 maggio 1997.
Il gonfalone è un drappo partito di rosso e di azzurro.

## Monumenti e luoghi d'interesse

### Architetture religiose
- Santuario della Santa Croce (Motta Filocastro)

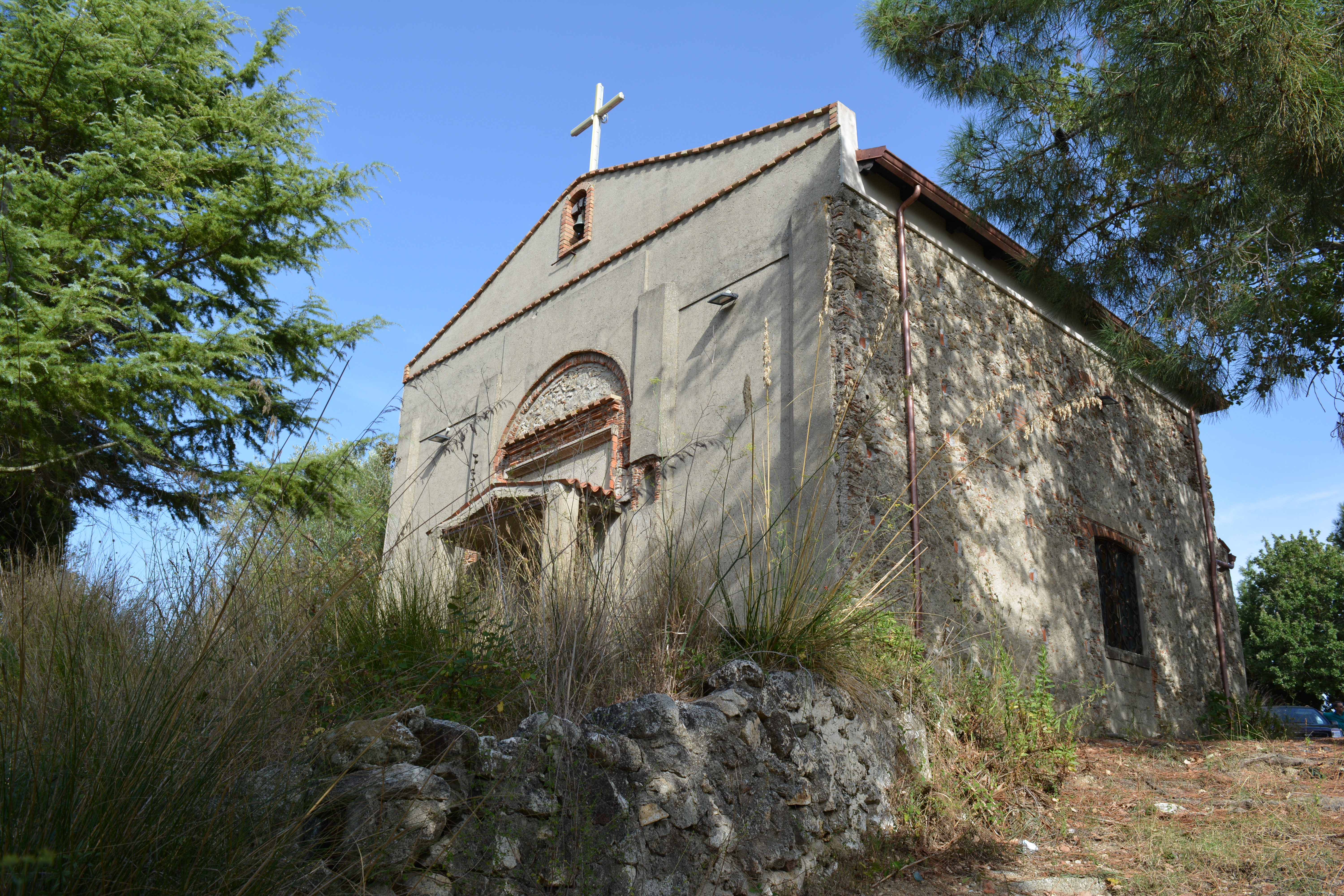
Santuario della Santa Croce, Motta Filocastro

- Chiesa di San Pantaleone (Limbadi)
- Chiesa di San Nicola (San Nicola De Legistis)
- Chiesa di Maria SS. della Neve (Mandaradoni)
- Chiesa di Maria SS. Addolorata (Limbadi)
- Chiesa dell'Immacolata (Caroni)

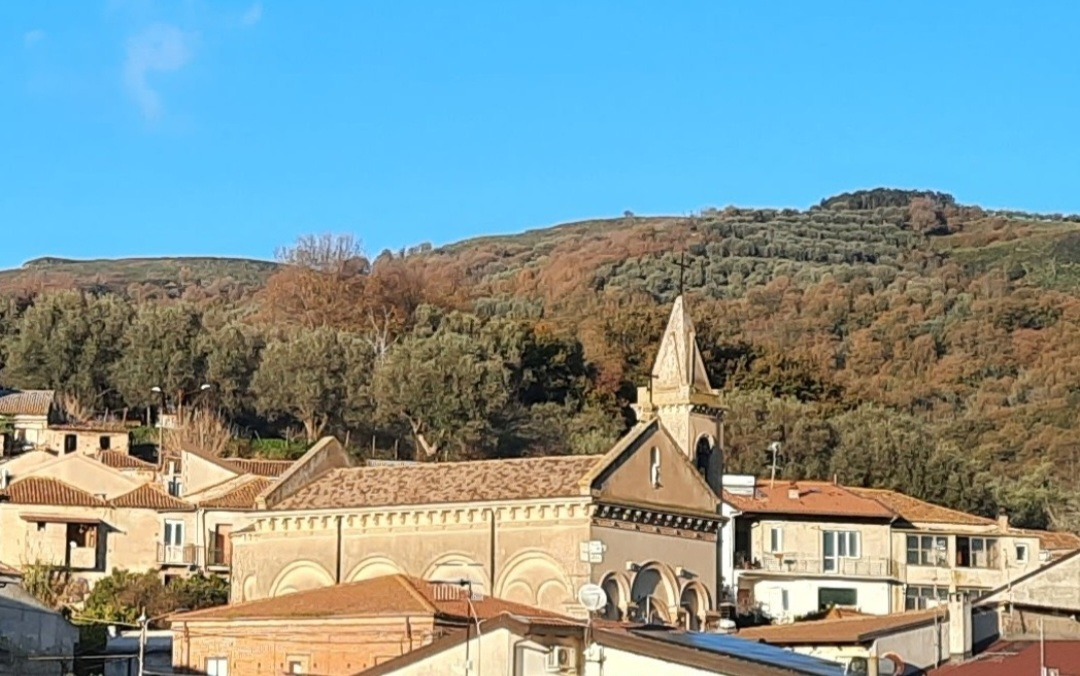
La chiesa dell'Immacolata

- Chiesa della Madonna della Romania (Motta Filocastro)
- Chiesa della Madonna del Carmelo, già del SS. Sacramento (Limbadi)
- Chiesa dei Sacri Cuori di Gesù e Maria (Motta Filocastro)

### Ville e palazzi
- Villa Cafaro
- Palazzo Gabrielli
- Palazzo Massara
- Vignale
- Palazzo Toraldo (Caroni)

## Società

### Evoluzione demografica
Nel censimento del 2001 ha fatto registrare una popolazione pari a 3.630 abitanti, mostrando quindi nel decennio 1991 - 2001 una variazione percentuale di abitanti pari al 0,08% (nel 1991 ha registrato una popolazione pari a 3.627 abitanti).
Abitanti censiti

### Etnie e minoranze straniere
Secondo i dati ISTAT al 31 dicembre 2010 i cittadini stranieri residenti erano 234 persone.
Le nazionalità maggiormente rappresentate in base alla loro percentuale sul totale della popolazione residente erano:
- Romania 108 (2,88%)
- Marocco 44 (1,17%)

### Tradizioni e folclore
Durante la prima settimana di agosto si svolge in paese la rievocazione storica "Filocastrum fest".

## Amministrazione
| Dal               | Al                | Sindaco                                               | Partito                               |
| ----------------- | ----------------- | ----------------------------------------------------- | ------------------------------------- |
| 20 giugno 1989    | 16 giugno 1994    | Giuseppe Morello                                      | PCI/PDS                               |
| 16 giugno 1994    | 25 maggio 1998    | Vincenzo Calzone                                      | PPI                                   |
| 25 maggio 1998    | 28 maggio 2002    | Vincenzo Calzone                                      | Centro-destra                         |
| 28 maggio 2002    | 28 maggio 2007    | Pantaleone Sergi                                      | Centro-sinistra                       |
| 29 maggio 2007    | 28 gennaio 2010   | Rosario Spasari                                       | Lista civica                          |
| 23 febbraio 2010  | 23 marzo 2011     | Saverio Ordine                                        | Commissario prefettizio/straordinario |
| 23 marzo 2011     | 16 maggio 2011    | Marco Oteri                                           | Commissario straordinario             |
| 16 maggio 2011    | 15 aprile 2014    | Francesco Antonio Crudo                               | Lista civica                          |
| 15 aprile 2014    | 22 luglio 2014    | Lucia Iannuzzi                                        | Commissario prefettizio/straordinario |
| 22 luglio 2014    | 31 maggio 2015    | Anna Aurora Colosimo                                  | Commissario straordinario             |
| 1º giugno 2015    | 27 aprile 2018    | Giuseppe Morello                                      | Lista civica                          |
| 27 aprile 2018    | 21 settembre 2020 | Commissione straordinaria ex art. 143 d.lgs. 267/2000 |                                       |
| 22 settembre 2020 | in carica         | Pantaleone Mercuri                                    | Lista civica                          |

- Nel 1983 il consiglio comunale di Limbadi è stato sciolto per motivi di ordine pubblico dall'allora presidente della Repubblica Sandro Pertini. Alle elezioni aveva vinto una lista capeggiata da un latitante capomafia, Francesco Mancuso.